# Franz M. Wuketits

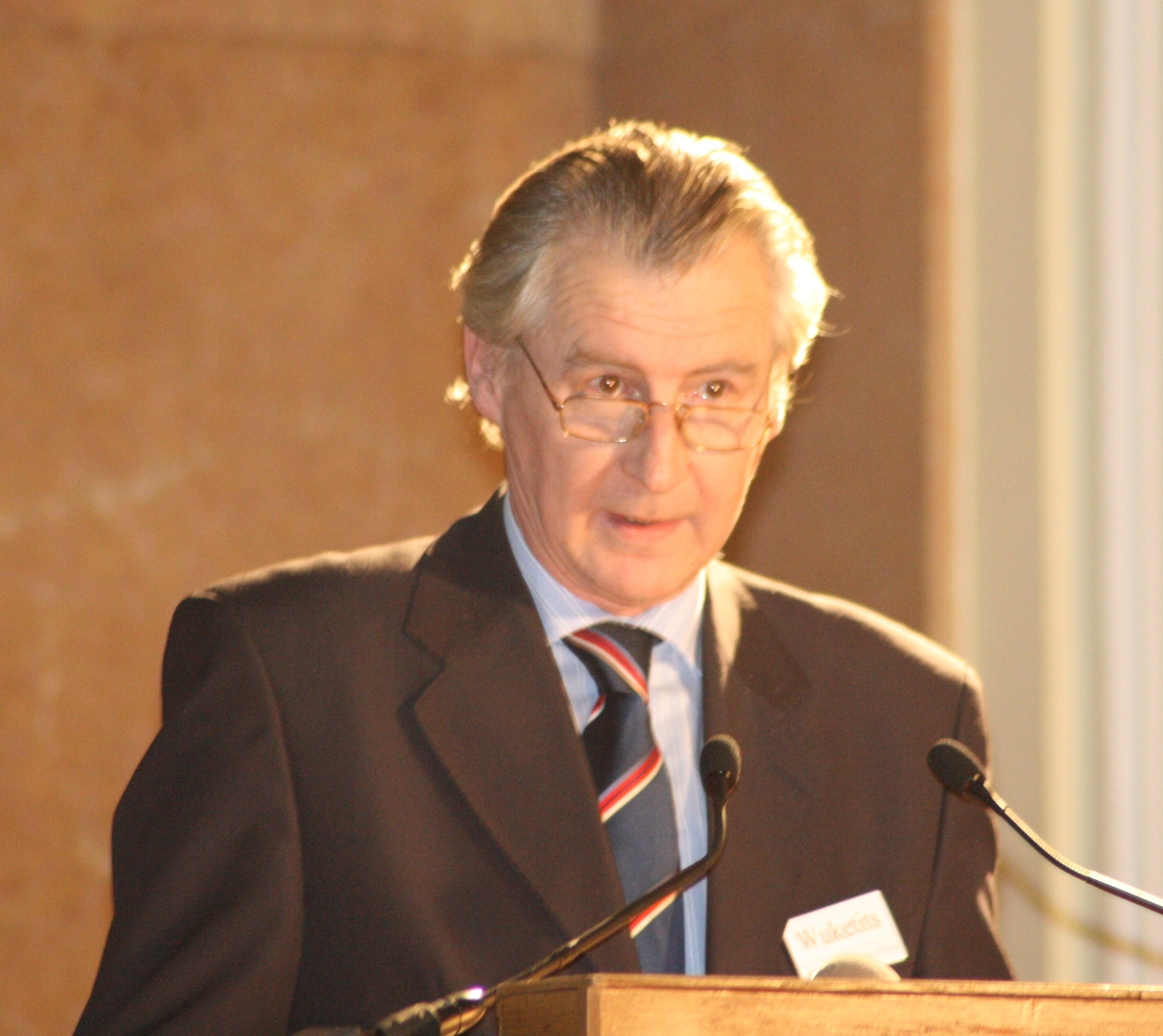
Franz M. Wuketits (2007)

Franz Manfred Wuketits (* 5. Jänner 1955 in Parndorf, Burgenland; † 6. Juni 2018 in Wien) war ein österreichischer Biologe (Zoologe), Wissenschaftstheoretiker, Hochschullehrer und Schriftsteller. Seine Arbeitsgebiete waren hauptsächlich Geschichte und Theorie der Biowissenschaften, Evolutionstheorie, evolutionäre Ethik, evolutionäre Erkenntnistheorie und Soziobiologie.

## Leben
Wuketits studierte von 1973 bis 1978 Zoologie, Paläontologie, Philosophie und Wissenschaftstheorie an der Universität Wien. 1978 promovierte er zum Dr. phil. 1980 erfolgte seine Habilitation venia legendi für Wissenschaftstheorie mit besonderer Berücksichtigung der Biowissenschaften an der Universität Wien.
Von 1987 bis 2004 war er Lehrbeauftragter für Philosophie der Biologie an der Universität Graz. Daneben nahm er Lehraufträge und Gastprofessuren an mehreren anderen Universitäten wahr, so an der Technischen Universität Wien (1998–2004) und an der Universität der Balearen in Palma de Mallorca (2006, 2008, 2009, 2010). Schon 1990–1991 war er Geschäftsführer des Konrad-Lorenz-Institut für Evolution und Kognition in Altenberg, dann seit 2002 Vorstandsmitglied (Gemeinde St. Andrä-Wördern, Altenberg).
Wuketits gehörte zum wissenschaftlichen Beirat der Giordano-Bruno-Stiftung, die sich die „Förderung des evolutionären Humanismus“ zum Ziel gesetzt hat, ebenso der Freien Akademie (Berlin) und der Plattform Bibliotheksinitiativen (Wien), auch war er wissenschaftlicher Beirat der Austrian Biologist Association (ABA). Daneben war er unter anderem auch wissenschaftlicher Beirat der Sommerakademie Kapfenberg (Steiermark) bis 2008.
In den Jahren 2005 bis 2008 war er Herausgeber der Zeitschrift bioskop im Auftrag der Austrian Biologist Association. Er war langjähriger Mitherausgeber der Publikation Aufklärung und Kritik der Gesellschaft für kritische Philosophie Nürnberg und im wissenschaftlichen Beirat (editorial/advisory board) verschiedener Zeitschriften (Biological Theory, Ludus Vitalis, La Nuova Critica, Universitas u. a.).
Er war ordentliches Mitglied der naturwissenschaftlichen Klasse der Europäischen Akademie der Wissenschaften und Künste. 1981 wurde Wuketits mit dem Österreichischen Staatspreis für Wissenschaftspublizistik ausgezeichnet.
Franz M. Wuketits ist Autor von über 500 wissenschaftlichen Veröffentlichungen, darunter 41 Bücher. Dem breiten Spektrum seiner naturwissenschaftlichen und philosophischen Interessen steht auch ein Hang zum Literarischen zur Seite, der im seit März 2015 vorliegenden Buch „Mit Pessoa in den Baumarkt“ seinen – eigensinnig humorvollen – Ausdruck findet.
Franz Wuketits war Mitbegründer der österreichischen Initiative „Mein Veto“, die sich gegen die angeblich zunehmende Beschneidung bürgerlicher Freiheiten und Bevormundung durch den Staat richtet. Als Beispiele für derartige Eingriffe werden auf der Homepage der Initiative das „Mentholzigarettenverbot“ sowie „Alkoholverbote an öffentlichen Plätzen“ genannt.
Wuketits starb am 6. Juni 2018 im Alter von 63 Jahren nach langer, schwerer Krankheit.

## Werke (Auswahl)
- Mit Rupert Riedl als Hrsg.: Die Evolutionäre Erkenntnistheorie. Parey, Berlin, 1987.
- Wissenschaftstheoretische Probleme der modernen Biologie. Duncker & Humblot, Berlin 1978.
- Kausalitätsbegriff und Evolutionstheorie. Die Entwicklung des Kausalitätsbegriffes im Rahmen des Evolutionsgedankens. Duncker & Humblot, Berlin 1980.
- Biologie und Kausalität. Biologische Ansätze zur Kausalität, Determination und Freiheit. P. Parey, Berlin/Hamburg 1981.
- Grundriß der Evolutionstheorie. Wissenschaftliche Buchgesellschaft, Darmstadt 1982 (2., verbesserte Auflage 1989).
- Biologische Erkenntnis: Grundlagen und Probleme. G. Fischer, Stuttgart 1983.
- Evolution, Erkenntnis, Ethik. Folgerungen aus der modernen Biologie. Wissenschaftliche Buchgesellschaft, Darmstadt 1984.
- Zustand und Bewußtsein. Leben als biophilosophische Synthese. Hoffmann und Campe, Hamburg 1985.
- Schlüssel zur Biologie. ECON, Düsseldorf / Wien / New York 1986. Taschenbuchausgabe: Droemersche Verlagsanstalt Knaur, München 1990.
- Schlüssel zur Philosophie. ECON, Düsseldorf / Wien / New York 1987; Taschenbuchausgabe: Droemersche Verlagsanstalt Knaur, München 1991.
- Charles Darwin. Der stille Revolutionär. Piper, München/Zürich 1987.
- Evolutionstheorien. Historische Voraussetzungen, Positionen, Kritik. Wissenschaftliche Buchgesellschaft, Darmstadt 1988 (broschierte Sonderausgabe 1995).
- Jenseits von Zufall und Notwendigkeit. Biologische und kulturelle Evolution des Menschen. Edition Riannon, Basel 1988.
- Gene, Kultur und Moral. Soziobiologie – pro und kontra. Wissenschaftliche Buchgesellschaft, Darmstadt 1990.
- Evolutionary Epistemology and Its Implications for Humankind. SUNY Press, Albany, N.Y. 1990, ISBN 0-7914-0285-1.
- Konrad Lorenz. Leben und Werk eines großen Naturforschers. Piper, München/Zürich 1990.
- Verdammt zur Unmoral? Zur Naturgeschichte von Gut und Böse. Piper, München/Zürich 1993.
- Die Entdeckung des Verhaltens. Eine Geschichte der Verhaltensforschung. Wissenschaftliche Buchgesellschaft, Darmstadt 1995 (2., überarbeitete Aufl. 2010).
- Soziobiologie. Die Macht der Gene und die Evolution sozialen Verhaltens. Spektrum Akademischer Verlag, Heidelberg 1997, ISBN 3-8274-0127-5. (Neuausgabe, Softcover 2012, ISBN 978-3-8274-3084-7).
- Naturkatastrophe Mensch. Evolution ohne Fortschritt. Patmos, Düsseldorf 1998; 2. Aufl. 1998. Taschenbuchausgabe: Deutscher Taschenbuch Verlag, München 2001.
- Eine kurze Kulturgeschichte der Biologie. Mythen, Darwinismus, Gentechnik. Wissenschaftliche Buchgesellschaft, Darmstadt 1998 (gleichzeitig erschienen im Primus Verlag, Darmstadt).
- Die Selbstzerstörung der Natur. Evolution und die Abgründe des Lebens. Patmos, Düsseldorf 1999.
- Warum uns das Böse fasziniert. Die Natur des Bösen und die Illusionen der Moral. Hirzel, Stuttgart/Leipzig 1999.
- Evolution. Die Entwicklung des Lebens. C. H. Beck, München 2000 (2. Aufl. 2005).
- Humanität zwischen Hoffnung und Illusion. Warum uns die Evolution einen Strich durch die Rechnung macht. Kreuz, Stuttgart 2001 (verfasst gemeinsam mit Maria Wuketits).
- Der Affe in uns. Warum die Kultur an unserer Natur zu scheitern droht. Hirzel, Stuttgart/Leipzig 2002.
- ausgerottet – ausgestorben. über den Untergang von Arten, Völkern und Sprachen. Hirzel, Stuttgart 2003.
- Der Tod der Madame Curie. Beck C. H., 2003, ISBN 9783406494321
- Darwin und der Darwinismus. C. H. Beck, München 2005.
- Bioethik. Eine kritische Einführung. C. H. Beck, München 2006.
- Der freie Wille. Die Evolution einer Illusion. Hirzel, Stuttgart 2007.
- Handbook of Evolution (als Herausgeber). 1. Aufl. Wiley-VCH Verlag, Weinheim 2007. 1500 S. in 3 Bd., ISBN 3-527-30622-6.
- Lob der Feigheit. Hirzel, Stuttgart 2008. ISBN 978-3-7776-1602-5.
- Darwins Kosmos - Sinnvolles Leben in einer sinnlosen Welt. Alibri Verlag, Aschaffenburg 2009, ISBN 978-3-86569-052-4.
- Wie viel Moral verträgt der Mensch? Eine Provokation. Gütersloher Verlagshaus, Gütersloh 2010. 224 S., ISBN 978-3-579-06754-4.
- Wie der Mensch wurde, was er isst. Die Evolution menschlicher Nahrung, S. Hirzel Verlag, Stuttgart 2010, ISBN 978-3-777-62114-2.
- Schwein und Mensch. Die Geschichte einer Beziehung. 1. Aufl. Westarp Wissenschaften: Die Neue Brehm-Bücherei Bd. 674, Hohenwarsleben 2011, ISBN 3-89432-446-5.
- Die Boten der Nemesis: Katastrophen und die Lust auf Weltuntergänge. Gütersloher Verlagshaus, Gütersloh 2012, ISBN 978-3-579-06679-0.
- Zivilisation in der Sackgasse. Plädoyer für eine artgerechte Menschenhaltung. Mankau-Verlag, Murnau a. Staffelsee 2012, ISBN 978-3-86374-054-2.
- Animal irrationale – Eine kurze (Natur-)Geschichte der Unvernunft. Suhrkamp Verlag / edition unseld, Berlin 2013, ISBN 978-3-518-26049-4.
- Was Atheisten glauben. Gütersloher Verlagshaus, Gütersloh 2014. ISBN 978-3-579-08503-6.
- Atheismus oder Kulturchristentum? (Gemeinsam mit Anton Grabner-Haider). Angelika Lenz Verlag, Neu-Isenburg 2014, ISBN 978-3-943624-05-2.
- Außenseiter in der Wissenschaft. Pioniere – Wegweiser – Reformer. Springer Spektrum, Berlin/Heidelberg 2015, ISBN 978-3-662-45332-2.
- Mord, Krieg, Terror. Sind wir zur Gewalt verurteilt? Hirzel, Stuttgart 2015, ISBN 978-3-7776-2543-0.
- Mit Pessoa in den Baumarkt. PROverbis, Wien 2015, ISBN 978-3-902838-16-2.
- Erotik und Religion. (Gemeinsam mit Anton Grabner-Haider u. mit Beiträgen von Susanna Berndt und Lisz Hirn). Alibri, Aschaffenburg 2015, ISBN 978-3-86569-185-9.
- Religion als Zeitbombe? Biologische und kulturgeschichtliche Analysen. (Gemeinsam mit Anton Grabner-Haider). Alibri Verlag, Aschaffenburg 2016. ISBN 978-3-86569-244-3.